# District de Long'an
Pour les articles homonymes, voir Long'an.
Le district de Long'an (龙安区 ; pinyin : Lóng'ān Qū) est une subdivision administrative de la province du Henan en Chine. Il est placé sous la juridiction de la ville-préfecture d'Anyang.